# Helsingin Sanomat

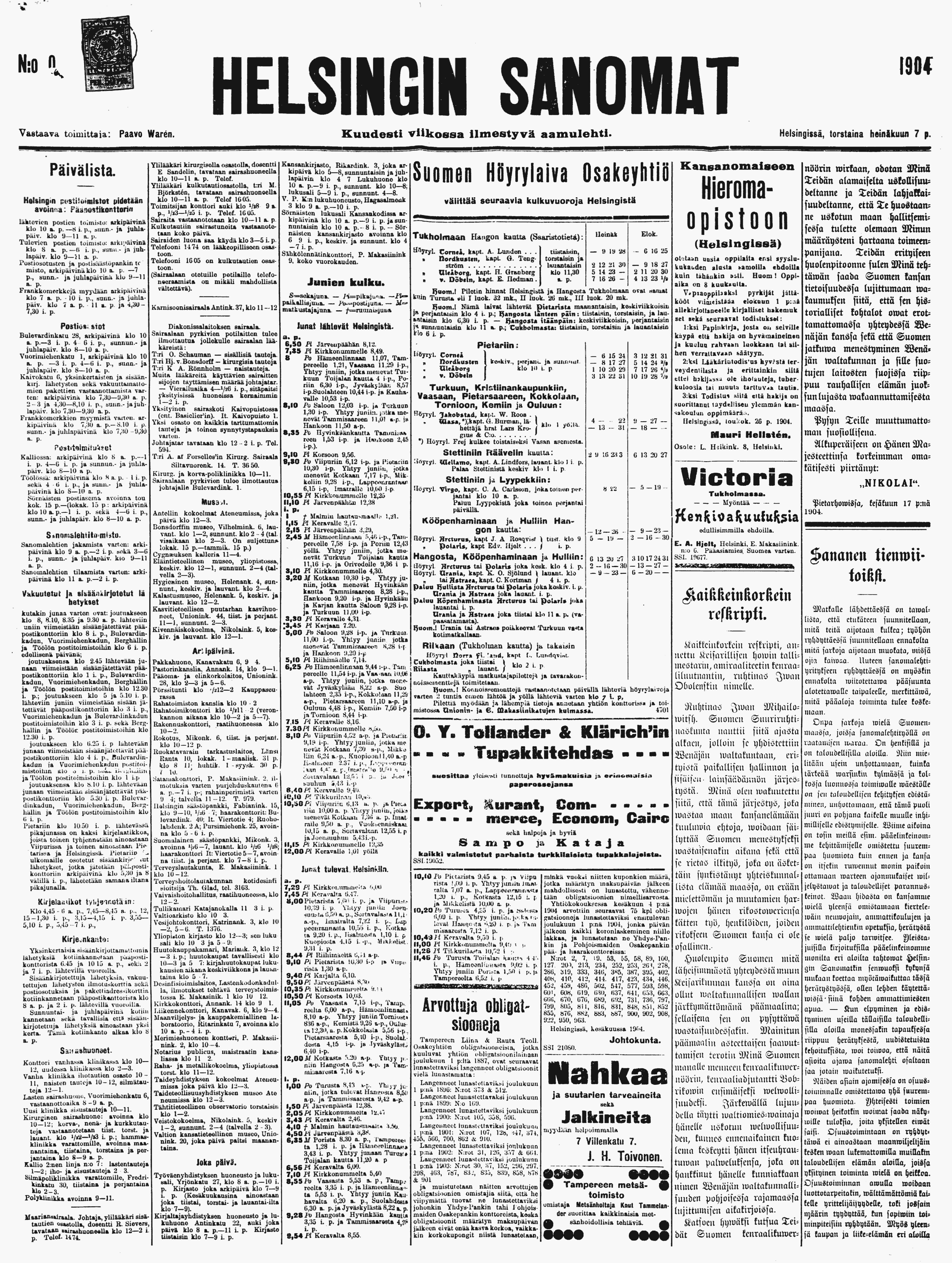
Förstasidan den 7 juli 1904.

Helsingin Sanomat ("Helsingfors underrättelser"), HS, i talspråk ofta Hesari, är en finskspråkig finländsk dagstidning, som ges ut i Helsingfors. Den är Finlands och Nordens största dagstidning och ägs av Sanoma Media Finland, en del av Sanoma Group. År 2019 var upplagan av den tryckta tidningen 203 456 ex och den totala upplagan 339 437 ex. Helsingin Sanomat har i genomsnitt 688 000 dagliga läsare. [källa behövs]

I januari 2013 bytte Helsingin Sanomat från broadsheetformat  till  tabloidformat med en  tidskriftsliknande månadstillägg,och ett extra tillägg som publiceras på fredagar som en bilaga till HS. Enligt en cirkulationsgranskning har månadstillägget i genomsnitt 867 000 läsare, vilket är mer än själva tidningen. 
Kaius Niemi var chefredaktör 2013–2022. Han mottog 2001 Stora journalistpriset (Finland).
Tidningen Päivälehti grundades 1889. Den tvingades upphöra av ryska myndigheter 1904. Ägarna startade därefter Helsingin Sanomat 1905.